# Rettungsdienst-Kooperation in Schleswig-Holstein
Die Rettungsdienst-Kooperation in Schleswig-Holstein (RKiSH) gGmbH ist der Zusammenschluss der Rettungsdienste der Kreise Dithmarschen, Pinneberg, Rendsburg-Eckernförde, Segeberg und Steinburg.
Gegründet wurde die Rettungsdienst-Kooperation mit Sitz in Heide zum 1. Januar 2005 durch die Kreise Dithmarschen, Pinneberg, Rendsburg-Eckernförde. In diesen Kreisen war bis dahin der Rettungsdienst (Notfallrettung und qualifizierter Krankentransport) nicht von Hilfsorganisationen, sondern in Eigenregie durchgeführt worden.
Seit dem 1. Januar 2007 hat die RKiSH auch den Rettungsdienst im Kreis Steinburg mit vier Rettungswachen übernommen, nachdem der Kreis dem DRK-Rettungsdienst den Vertrag gekündigt hatte.
Im Bereich der RKiSH gibt es 45 rund um die Uhr besetzte Rettungswachen. In Schleswig-Holstein werden zumeist einheitliche Rettungswagen des Modells Schleswig-Holstein der Firma GSF verwendet, welche nach der Mehrzweckfahrzeug-Strategie eingesetzt werden. Seit Anfang 2023 werden aber auch vermehrt Krankentransportfahrzeuge der Firma Ambulanz Mobile in Dienst genommen, um dem erhöhten Bedarf an nicht zeitkritischen Verlegungen, Einweisungen und Entlassungen genüge zu tun.
Die Gründung der gGmbH war unter den Pinneberger Mitarbeitern nicht unumstritten und es wurde sogar ein Bürgerbegehren geplant. Dieses wurde nach zähen Verhandlungen zwischen der Gewerkschaft ver.di und der Kreisverwaltung doch nicht durchgeführt, und so beschloss der Hauptausschuss des Kreises Pinneberg am 8. Dezember 2004 die Durchführung.
Zu Beginn des Jahres 2019 wurde die Entscheidung des Kreistags des Kreises Segeberg vom 8. Dezember 2016 umgesetzt, der RKiSH beizutreten.

## Galerie

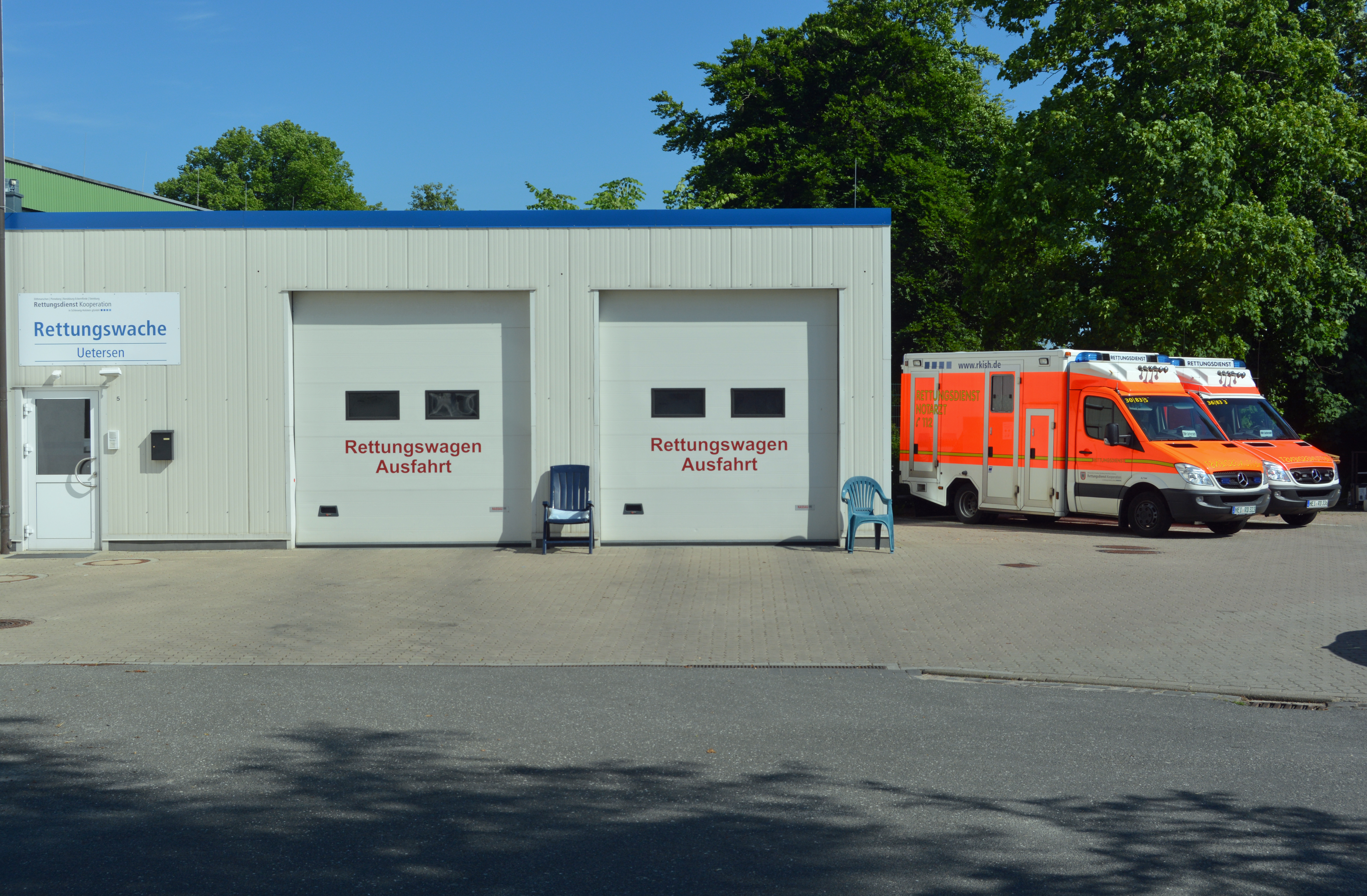
Rettungswache Uetersen
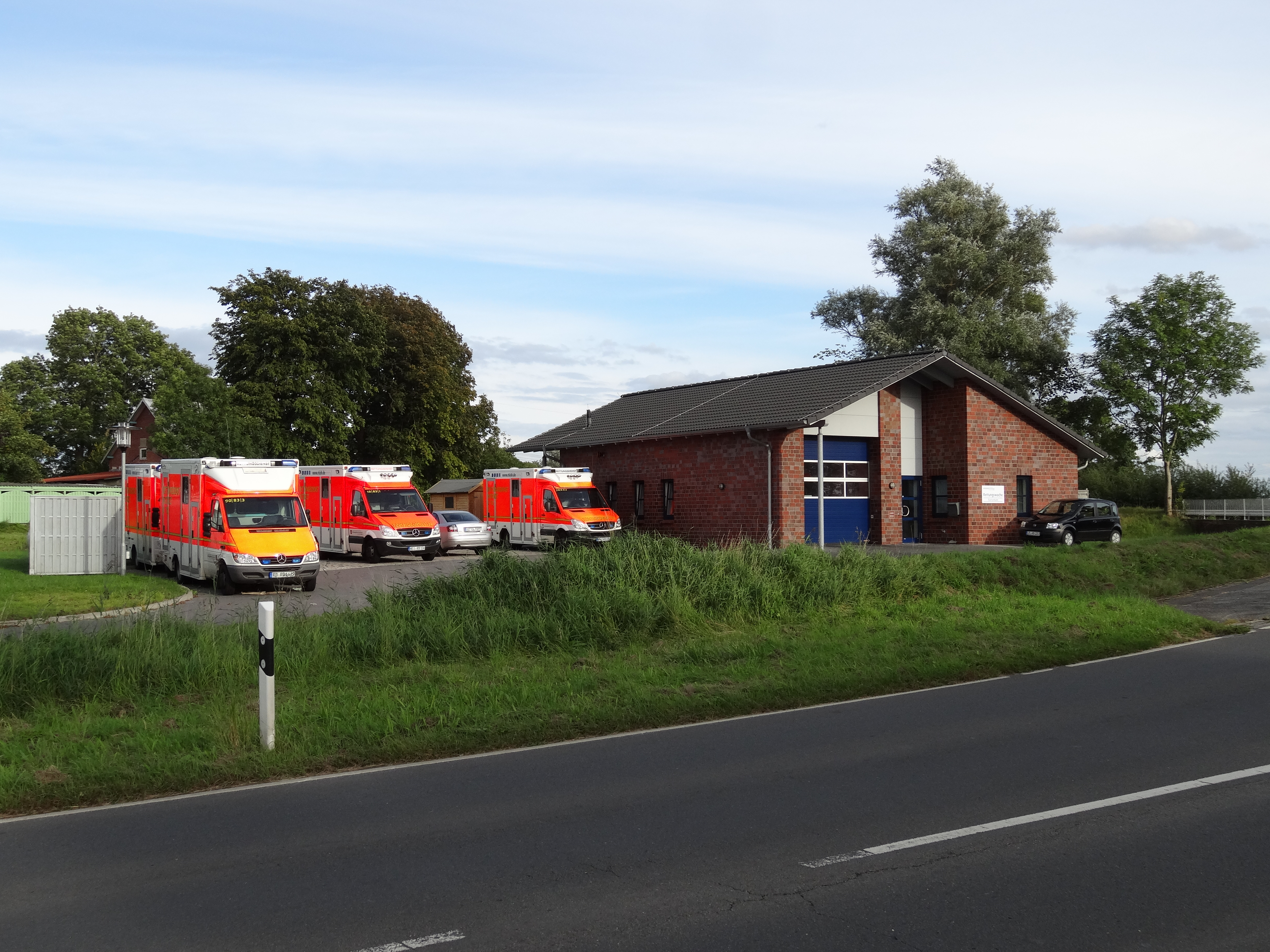
Rettungswache Büchsenkate in Stördorf
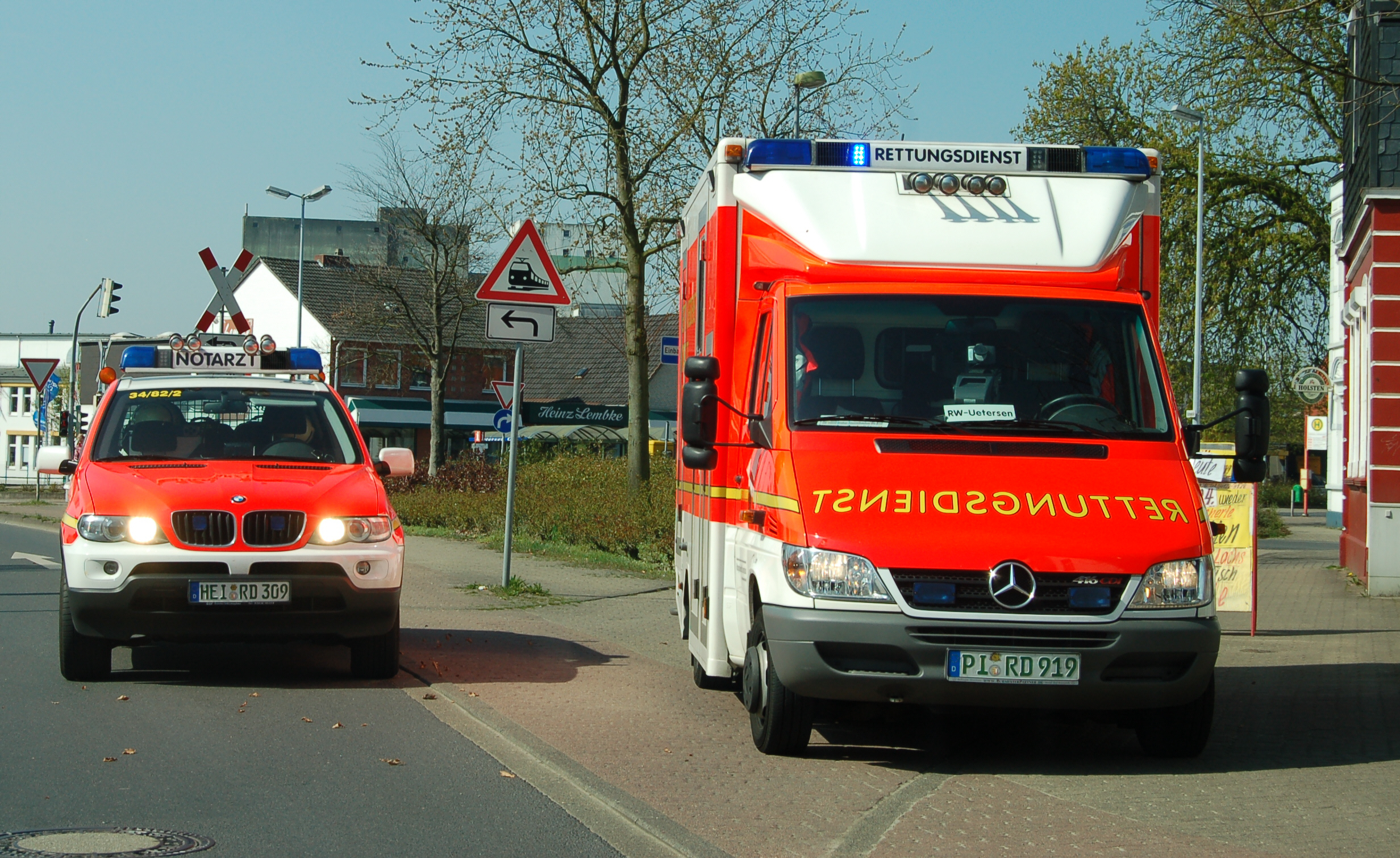
Einsatzfahrzeuge der RKiSH